# Good and Dusty
Good and Dusty è il sesto album discografico dei The Youngbloods, pubblicato dall'etichetta discografica Raccoon Records (e della Warner Bros. Records) nel novembre del 1971.
L'album raggiunse la 160º posizione della classifica The Billboard 200.
Il gruppo ritorna un quartetto con l'ingresso del bassista Michael Kane.

## Tracce
Lato A
1. Stagger Lee – 3:15 (Al Price, Harold Logan)
2. That's How Strong My Love Is – 4:47 (Roosevelt Jamison)
3. Willie and the Hand Jive – 3:09 (B. Lang, E. Lightborn)
4. Circus Face – 3:01 (Coral Miller)
5. Hippie from Olema #5 – 2:01 (Lowell Levinger)
6. Good and Dusty – 1:29 (Jesse Colin Young, Lowell Levinger, Joe Bauer, Michael Kane)
7. Let the Good Times Roll – 3:47 (Leonard Lee)

Durata totale: 21:29
Lato B
1. Drifting and Drifting – 4:14 (Jesse Colin Young)
2. Pontiac Blues – 3:57 (Willie Sonny Boy Williamson)
3. The Moonshine Is the Sunshine – 3:41 (Jeffrey Cain)
4. Will the Circle Be Unbroken – 3:20 (Tradizionale)
5. I'm a Hog for You Baby – 3:32 (Jerry Leiber, Mike Stoller)
6. Light Shine – 3:44 (Jesse Colin Young)

Durata totale: 22:28

## Formazione
- Jesse Colin Young - voce solista, chitarre, sassofono tenore
- Banana (Lowell Levinger) - chitarre, voce, pianoforte, mandola, banjo
- Michael Kane - basso, corno francese, voce, cornetta
- Joe Bauer - batteria

Musicista aggiunto
- Earthquake Anderson - armonica

Note aggiuntive
- Stephanie Kennedy - produttore
- Registrato al Raccoon Studio B, 9 giugno - 15 luglio 1971
- Jon Sievert - fotografie
- Eric Schou - design[4]